# Jelsa (Croatie)
Jelsa est un village et une municipalité située sur l'île de Hvar, dans le comitat de Split-Dalmatie, en Croatie. Au recensement de 2001, la municipalité comptait 3 656 habitants, dont 95,98 % de Croates et le village seul comptait 1 798 habitants.

## Histoire
[style à vérifier].

## Localités
La municipalité de Jelsa compte 12 localités :
| - Gdinj - Gromin Dolac - Humac - Ivan Dolac - Jelsa - Pitve | - Poljica - Svirče - Vrboska - Vrisnik - Zastražišće - Zavala |

## Divers
La municipalité de Jelsa apparait dans le jeu vidéo SCUM, produit par le studio Gamepires